# Bitwa pod Rocquencourt
Bitwa pod Rocquencourt – ostatnia bitwa wojen napoleońskich, stoczona między francuskim II Korpusem Kawalerii generała Exelmansa a wojskami pruskimi atakującymi Paryż 1 lipca 1815. Zakończyła się zwycięstwem Francuzów. Mimo sukcesu, wojska francuskie na rozkaz marszałka Davouta wycofały się w kierunku Paryża i Wersalu.